# Рыбинск (футбольный клуб)
«Рыбинск» — российский футбольный клуб из Рыбинска. Основан в 1964 году.
Во второй союзной лиге (класс «Б», вторая группа класса «А») принимал участие в 1964—1973, 1976—1989 годах под названием «Сатурн». Лучшее достижение — 1-е место во 2-й зоне класса «Б» РСФСР (и 2-е место в финальном турнире) в 1969 году.
В первенстве России среди команд-мастеров играл в сезонах 1992—1995, 2001—2002 (в сезонах 1992—1995 — под названием «Вымпел»), лучшее достижение — 1-е место в 5 зоне второй лиги в 1993 году.
На уровне КФК играл в 1991 году в Первенстве РСФСР (занял 3-е место во 2-й группе) и финальном турнире «Футбол России» (занял 3-е место), а также в Первенстве России среди КФК/ЛФК (зона «Золотое кольцо») в сезонах 1997—2000, 2003—2008, 2012/13, 2014, 2017, 2018. В 1997 году занял 2-е место, в 1998, 1999, 2003, 2006 годах — 3-е место.

## Названия
- 1964—1989 — «Сатурн»
- 1991—1995 — «Вымпел»
- 1997—1998 — «Бурлак»
- 1999—2000 — СКА-«Звезда»
- 2001—2008 — Ф(С)К «Рыбинск»
- 2011—2013 — «Волга»
- 2014—2016 — «Рыбинец»
- 2017 — Ф(С)К «Рыбинск»
- с 2018 — МФК «Рыбинск»

## Статистика выступлений впервенстве России
| Год  | Лига/дивизион   | Зона  | Место    | И  | В  | Н  | П  | Мячи  | Очки | Примечания                      |
| ---- | --------------- | ----- | -------- | -- | -- | -- | -- | ----- | ---- | ------------------------------- |
| 1992 | Вторая лига     | 4     | 7 из 20  | 38 | 16 | 13 | 9  | 51-30 | 45   |                                 |
| 1993 | Вторая лига     | 5     | из 16    | 30 | 21 | 5  | 4  | 52-20 | 31   | Сохранение места во второй лиге |
| 1994 | Вторая лига     | Запад | 11 из 21 | 40 | 14 | 8  | 18 | 44‑46 | 36   | Переход в третью лигу           |
| 1995 | Третья лига     | 4     | 7 из 13  | 24 | 9  | 6  | 9  | 24‑23 | 33   | Расформирование                 |
| 2001 | Второй дивизион | Запад | 17 из 20 | 38 | 6  | 11 | 21 | 37‑63 | 29   |                                 |
| 2002 | Второй дивизион | Запад | 20 из 20 | 38 | 6  | 4  | 28 | 32‑73 | 10   | Исключение из ПФЛ               |

Также принимал участие в семи розыгрышах Кубка России, в том числе — в сезоне-2008/09 как любительский клуб. Лучшее достижение — выход в 1/32 финала (1993/94).